# Savonburg
Savonburg es una ciudad ubicada en el condado de Allen en el estado estadounidense de Kansas. En el año 2010 tenía una población de 109 habitantes y una densidad poblacional de 218 personas por km².

## Geografía
Savonburg se encuentra ubicada en las coordenadas 37°44′53″N 95°8′37″O / 37.74806, -95.14361 (37.748124, -95.143508).

## Demografía
Según la Oficina del Censo en 2000 los ingresos medios por hogar en la localidad eran de $8,750 y los ingresos medios por familia eran $40,625. Los hombres tenían unos ingresos medios de $19,375 frente a los $21,875 para las mujeres. La renta per cápita para la localidad era de $11,085. Alrededor del 40.7% de la población estaban por debajo del umbral de pobreza.